# Никулин, Борис Владимирович
Бори́с Влади́мирович Нику́лин (1960-2006) — советский легкоатлет, специалист по бегу на короткие дистанции. Выступал на всесоюзном уровне в 1980-х годах, чемпион СССР в эстафете 4 × 100 метров, победитель первенств всесоюзного и всероссийского значения, участник международного турнира «Дружба-84». Представлял Тулу и спортивное общество «Трудовые резервы». Мастер спорта СССР международного класса.

## Биография
Борис Никулин родился 8 февраля 1960 года
Впервые заявил о себе на всесоюзном уровне в сезоне 1983 года, когда выступил на чемпионате страны в рамках VIII летней Спартакиады народов СССР в Москве, где в беге на 100 метров на стадии полуфиналов показал время 10,37, но в финал не вышел.
В 1984 году в 100-метровом беге занял четвёртое место на соревнованиях в Сочи, установив при этом свой личный рекорд — 10,32. В той же дисциплине финишировал шестым на всесоюзном старте в Киеве, одержал победу в Горьком. В 200-метровом беге с личным рекордом 20,87 стал вторым на соревнованиях в Киеве, получил серебро в Москве. Рассматривался в качестве кандидата на участие летних Олимпийских играх в Лос-Анджелесе, однако Советский Союз вместе с несколькими другими странами восточного блока бойкотировал эти соревнования по политическим причинам. Вместо этого Никулин выступил на альтернативном турнире «Дружба-84» в Москве — бежал 100 метров, остановился на предварительном квалификационном этапе. Позднее также принял участие в чемпионате СССР в Донецке — выиграл серебряную медаль в индивидуальном беге на 100 метров и вместе с командой РСФСР победил в эстафете 4 × 100 метров.
В 1985 году в беге на 60 метров с личным рекордом 6,59 превзошёл всех соперников на зимнем чемпионате СССР в Кишинёве. На летнем чемпионате СССР в Ленинграде с командой «Трудовых резервов» стал серебряным призёром в эстафете 4 × 100 метров.
За выдающиеся спортивные достижения удостоен почётного звания «Мастер спорта СССР международного класса».
Умер в 2006 году. С этого времени в Туле проводится Открытое первенство СДЮСШОР по лёгкой атлетике, посвящённое памяти МСМК Бориса Никулина. Сын Яков Никулин тоже занимался лёгкой атлетикой.